# Vilanova de Arousa
Vilanova de Arousa település Spanyolországban, Pontevedra tartományban. Vilanova de Arousa Cambados, Ribadumia, Meis, Portas, Caldas de Reis és Vilagarcía de Arousa községekkel határos. Lakosainak száma 10 225 fő (2024).

## Népesség
A település népessége az elmúlt években az alábbi módon változott:
| Lakosok száma | 10 229 | 10 421 | 10 638 | 10 719 | 10 590 | 10 459 | 10 361 | 10 302 | 10 240 | 10 225 |
|               | 2001   | 2004   | 2007   | 2009   | 2012   | 2014   | 2017   | 2019   | 2022   | 2024   |